# Boston Navy Yard
Le Boston Navy Yard, à l'origine Charlestown Navy Yard, est un chantier naval de la ville de Boston aux États-Unis. Il fait partie du Boston National Historical Park ; il est connu pour le navire de guerre lancé à la fin du XVIIIe siècle, l'USS Constitution, toujours à flot en ce début de XXIe siècle.